# Emílio Kemp
Emilio Kemp Larbeck Filho  (Rio de Janeiro, 9 de outubro de 1874 — Porto Alegre, 9 de outubro de 1955) foi um médico, poeta e jornalista brasileiro.
Seu pai foi vereador em Niterói, na década de 1880. Formou-se em medicina, e sua tese, de 1916, foi sobre a A defesa da saúde publica no Rio Grande do Sul. Exerceu o jornalismo durante muitos anos no Rio de Janeiro.
Em 1899 fundou, com Ernesto José Ferreira da Paixão, o jornal O Comércio, em Petrópolis, onde também foi redator da Gazeta de Petropolis. Em 23 de março de 1939 foi nomeado diretor do Museu Júlio de Castilhos, cargo no qual permaneceu até se aposentar, em 1950. Poeta, participou do movimento simbolista, colaborando na Revista Vera-Cruz. Assinava suas obras com, além do nome, os pseudônimos Acúrcio Benigno e Baianave.
Foi redator do Correio do Povo e fundador do jornal A Manhã, em Porto Alegre, que funcionou entre 1920 e 1922. Educador foi fundador do Colégio Protásio Alves. Tem alguma obra de poesia editada: Poesia, RJ (1900); Luz Suprema, PA (1938); Cantos de Amor ao Céu e à Terra, PA (1943).